# Alpgullregn
Alpgullregn (Laburnum alpinum) är en växt i familjen ärtväxter.
Alpgullregn bildar buskar till mindre träd med upp till omkring 6 meters höjd. Barken på unga grenar är grönaktig. På äldre grenar är barken grågrön. Då grenar bryts, avges en karaktäristisk, obehaglig lukt. Ung ved är gulvit, medan äldre ved är mörkbrun, tung och hård. Den tydligaste skillnaden mellan sydgullregn och alpgullregn är att alpgullregn har ljusbruna till svartbruna frön, medan sydgullregn har svarta frön. Vidare är alpgullregnets fröskidor alltid utan behåring.
Alla delar av alpgullregn anses vara mycket giftiga, fast giftigheten kan variera mellan olika plantor, oklart varför. Då alpgullregn planteras och sedan förvildas i norra Europa, bland annat i Sverige, kan det observeras att många djur äter av bark, kvistar och blad, vilket indikerar måttlig giftighet. Grenar och bark äts av hare, rådjur och älg, oftare på vintern än på sommaren. På sommaren äts blad av gullregn av mördarsnigeln som numera även finns i norra Europa, bland annat i Sverige. Enligt en tysk guide om väterns giftighet (se nedan) är fröna giftigast, och bladen minst giftiga. Det är möjligt att gradvis utveckla viss tolarans mot giftet, vars giftverkan påminner om nikotin.
På mjukare mark som innehåller sand och grus och är relativt kvävefattig, kan gullregnets rötter leva i symbios med kvävefixerande bakterier. När så sker, utvecklas det ljust färgade rotknölar med någon eller några millimeter i diameter på tunna, yngre rötter.
Gullregn föredrar ganska näringsrik mark med viss halt av kalcium och järn. Gullregn föredrar soliga och varma lägen, åtminstone i norra Europa. Den tål sommartorka väl, om den växer i djup mark, eftersom den har djupa rötter. Däremot ogillar den fuktig och sumpig mark. Gullregn tål inte näringsfattig mark med lågt pH. På sur mark där det är mycket svampar, mycel och mykorrhiza, trivs gullregnet inte alls.

## Sorter
- 'Autumnale' - blommar om på hösten.
- 'Columnare' - - har ett smalt upprätt växtsätt.
- 'Pendulum' - långsamväxande sort med hängande grenar.

## Synonymer
- Cytisus alpinus . Miller
- Cytisus alpinus var. macrostachys Wettstein
- Cytisus alpinus var. pilosus Wettstein,
- Cytisus angustifolius Moench, 1794 nom. illeg.
- Cytisus laburnum subsp. alpinus (Mill.) Bonnier & Layens, 1894
- Laburnum alpinum (Miller) Berchtold & J.Presl
- Laburnum alpinum f. autumnale (Bean) Rehder (= 'Autumnale')
- Laburnum alpinum var. autumnale Bean (= 'Autumnale')
- Laburnum alpinum var. biferum hort.
- Laburnum alpinum var. biflorum hort.
- Laburnum alpinum var. fragrans hort.
- Laburnum alpinum var. macrostachys (Wettstein) Koehne
- Laburnum alpinum var. pilosum (Wettstein) Koehne, 1893
- Laburnum biflorum hort.